# 释迦也失

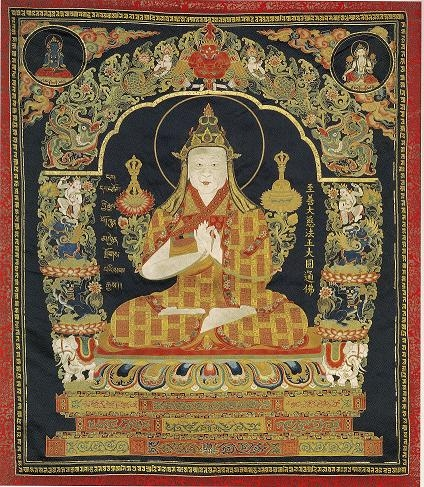
宣德九年（1434年）释迦也失所获明朝赐予的释迦也失真容唐卡缂丝织像一张，现存色拉寺大经堂。唐卡上释迦也失像左右两侧分别为藏文、汉文的“至善大慈法王大圆通佛”。

释迦也失（藏語：བྱམས་ཆེན་ཆོས་རྗེ་ཤཱཀྱ་ཡེ་ཤེས，威利转写：byams chen chos rje shAkya ye shes，THL：jam chen chö jé shakya yé shé，1354年—1439年）藏族，乌思藏蔡贡塘地方（今中国西藏自治区拉萨市城关区蔡公堂乡）人，藏传佛教格鲁派祖师宗喀巴的弟子。曾经两次赴汉地會見明朝皇帝，先后获明朝封为“妙觉圆通慧慈普应辅国显教灌顶弘善西天佛子大国师”、“大慈法王”（“大慈法王”一词的藏文音译为“绛钦却杰（Jamchen Chojey）”）。

## 生平

### 早年生涯
释迦也失于藏历第六绕回阳木马年（1354年）生于拉萨附近的蔡贡塘。12岁时，释迦也失在蔡贡塘寺受戒出家，修毗沙门。18岁之后，他到各地访问大师50余位，由宗喀巴授比丘戒。在宗喀巴的教导下，他系统学习了五部大论（即法称《量释论》，慈氏《现观庄严论》，月称《入中论》，功德光《戒律本论》，世友《俱舍论》），还系统学习了修辞、词藻、医学、韵律、历算各科。

### 第一次入朝

#### 一驻五台山

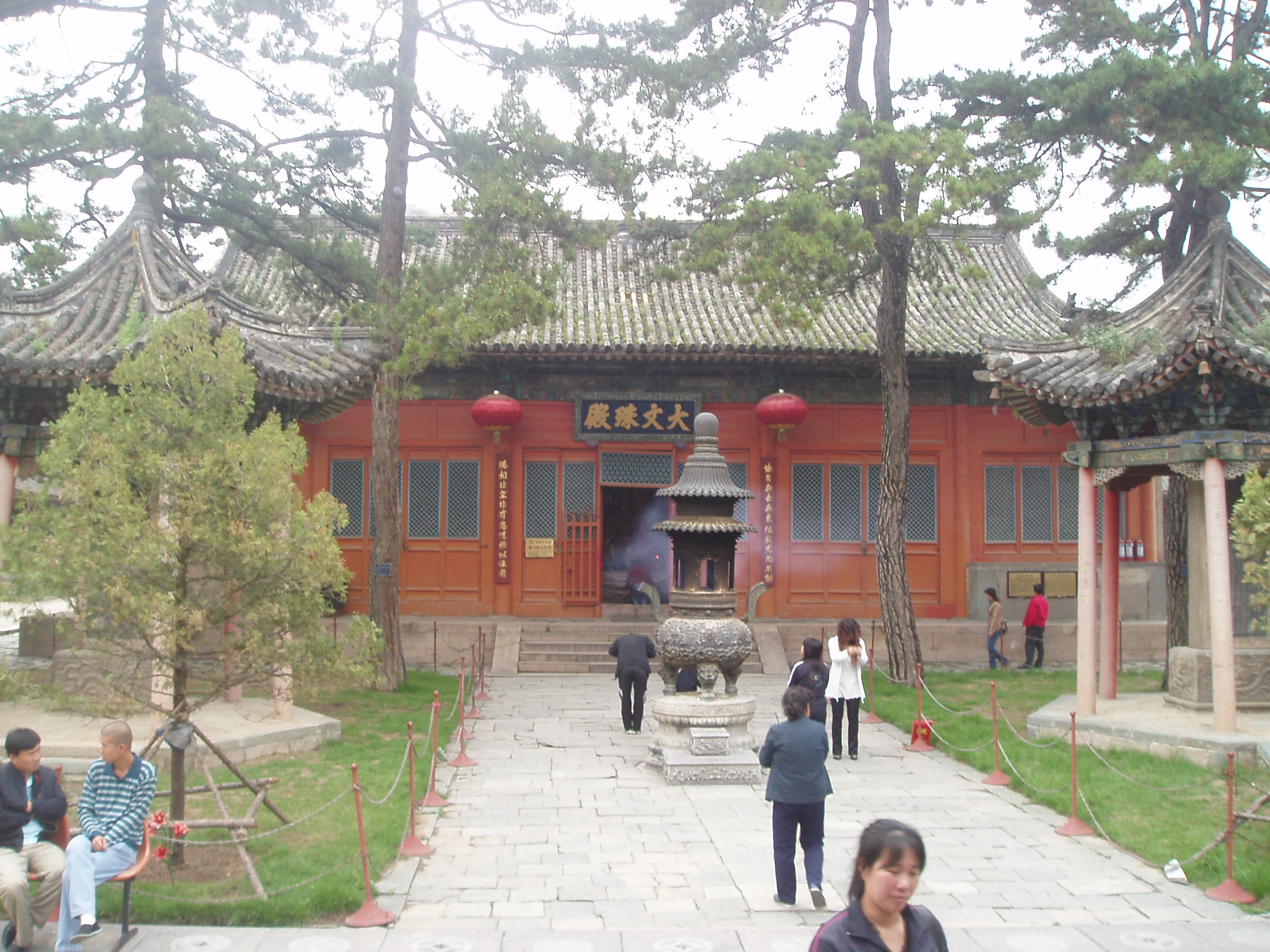
五台山大显通寺的大文殊殿

明成祖即位后，首先迎请藏传佛教噶玛噶举派的第五世噶玛巴德新謝巴并封其为“大宝法王”，永乐十一年（1413年）又迎请藏传佛教萨迦派高僧贡噶扎西（《明史》作昆泽思巴）并封其为“大乘法王”。对于新生的藏传佛教格鲁派，明成祖也未忽略。永乐六年（1408），明成祖派使臣赴乌思藏，礼请格鲁派祖师宗喀巴入朝。宗喀巴忙于教务，乃特派弟子释迦也失代其应召入朝。
明成祖永乐十二年（1414年），宗喀巴的大弟子释迦也失应明成祖之诏，代宗喀巴入朝。释迦也失在永乐十二年春季抵达五台山，驻五台山大显通寺。他是第二位来到五台山的明朝藏传佛教高僧（第一位是大宝法王第五世噶玛巴德新謝巴），也是历史上第一位来到五台山的藏传佛教格鲁派高僧。
《清凉山志》中，有《释迦也失传》如下：
明释迦也失，天竺迦毗罗国，世尊之裔也。功德罔极，神用难测。仰文殊之道，来游清凉。永乐十二年春，始达此土，栖止台山显通寺。冬十一月，闻于上，遣太监侯显诏至京，入内，预敕免拜，赐座大善殿应对称旨，上大嘉叹。敕安能仁方丈，上制书慰劳，所赐甚厚。明年上制书，赐金印宝诰，封妙觉圆通慧慈普应辅国显教灌顶弘善西天佛子大国师之号。无何，辞上入台，每入定，七日乃起。上数制书遣使致慰。至于宣宗，尤加钦崇，礼出常格。宣德六年，旋西域焉。
此传记中，正误均有。该传记对释迦也失的来历不了解，以为他来自天竺，因“释迦”系梵语，由此望文生义。汉地僧人不明白藏族僧人久有起梵文名者，如释迦室利、多罗那他等，例子极多。此外，该传记称，释迦也失于宣德六年“旋西域焉”，也属明显错误，因为释迦也失于宣德九年获明朝封为“大慈法王”。实际上，宣德六年，释迦也失离开五台山，此后包括《清凉山志》的作者在内的五台山的汉僧不知其后来的行踪，且释迦也失此次离开五台山后再未回五台山。该传记中所载的其他内容应较可靠。
根据汉文及藏文文献，释迦也失曾三次到五台山。第一次在永乐十二年（1414年）春到达五台山，而于同年十二月离开五台山，应诏赴南京朝觐。第二次在永乐十三年（1415年）约五月前后，自南京再度赴五台山，第二次离开五台山则大约在永乐十四年（1416年）秋。第三次在洪熙元年（1425年）或宣德元年（1426年）左右，第三次离开五台山则大约在宣德六年（1431年）。可以确定释迦也失曾三次来到五台山，但每次的具体时间尚待进一步明确。
释迦也失三次来五台山，驻锡于大显通寺（曾名“花园寺”、“华严寺”）。《大慈法王传》也记载释迦也失在汉地五台山兴建六座大寺院，并且在“美朵多热”（意即“花园”）附近兴建了名为“ha yan si”的寺院，即“花园寺”、“华严寺”，亦即永乐年间的大显通寺。
除了大显通寺、大宝塔院寺之外，有记载称，五台山的藏传佛教寺院大圆照寺、大文殊寺（又称菩萨顶真容院）与释迦也失也有关系。《中国宗教名胜》的“圆照寺”条的释文称：“明永乐时喇嘛教黄教祖师宗喀巴大弟子蒋全曲尔计到五台山传扬黄教佛法居此寺，为黄教传入五台山之始。”该文中的“蒋全曲尔计”即“大慈法王”的藏文译音“绛钦却杰（Jamchen Chojey）”。明朝永乐初年，敕旨改建大文殊寺，“敕赐贝叶灵文、梵文藏经，朱书横列，御制序赞。每帙盛以锦囊，约以锦条，护以綪毡。并钦造文殊镀金像。”万历年间，皇帝命太监李友重修大文殊寺。
《大慈法王传》、《蒙古佛教史》等书记载，释迦也失三次来到五台山，主要从事了如下活动：（1）修建寺院。藏文文献记载，释迦也失在五台山修建了六座寺院，这包括修葺或改建、扩建，六座寺院大概含有大显通寺、大宝塔院寺、大圆照寺、大文殊寺等等。建寺资财主要由明朝朝廷所供，部分则由信徒供施。
（2）据说，释迦也失在五台山修法时，曾经亲见文殊菩萨，并照见阿底峡师徒及八思巴上师。汉文《清凉山志》中的《释迦也失传》称其在五台山“每入定，七日乃起”。藏文文献称，“他将一片坚硬的青石板像稀泥一样搓来揉去，在石板上留下了手印，使彼方之众生大为惊异。”
（3）释迦也失留居五台山期间，常为各地前来的信众（包括大批地方官员、蒙古王公等等）等传授灌顶，并为僧众传授近事戒、沙弥戒、比丘戒、禁食戒等戒律，“按照他们各自的缘分降下佛法之甘雨，引领他们走上成熟解脱之道。”
五台山的藏传佛教获得规模化发展，始自明朝永乐年间。释迦也失在五台山居住较长，影响较大。因释迦也失获明朝朝廷支持，蒙藏信众纷纷朝拜五台山。自释迦也失之后，格鲁派在五台山发展日盛。清世宗雍正时期，五台山规模较大的藏传佛教寺院有26座，僧人千余人。中华民国时，五台山有“黄衣僧大寺六七，中小数十，综计僧徒约三四千人”，其中“黄衣僧”便指藏传佛教格鲁派僧人。

#### 南京

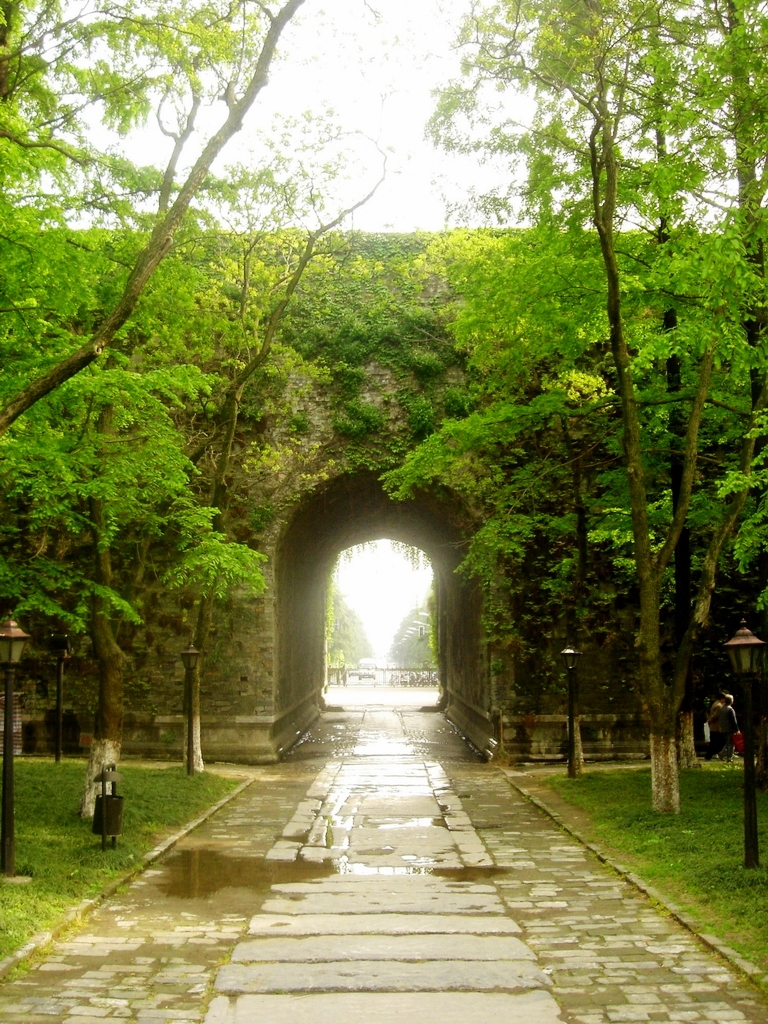
南京明故宫午朝门

永乐十二年十二月，释迦也失奉诏赴南京觐见明成祖，获明成祖以殊礼相待，敕释迦也失驻锡南京能仁寺。他也是第一位应诏到明朝首都的藏传佛教格鲁派僧人。永乐十三年四月（1415年），明成祖敕封释迦也失“妙觉圆通慧慈普应辅国显教灌顶弘善西天佛子大国师”封号，该封号的地位在大法王之下。但释迦也失在宫中乃至在南京时获得的待遇却并不输于大法王。《清凉山志》载，释迦也失到南京后，明成祖召他“入内，预赐免拜，赐座大善殿，应对称旨，上大嘉叹。敕安能仁寺方丈，上制书慰劳，所赐甚厚。”喻谦的《新续高僧传》中的《五台山显通寺沙门释迦也失传》载：“明永乐十二年至显通寺，冬十一月明帝遣太监侯显诏至京师入大内，免拜赐坐，于大善殿奏对称旨，敕主能仁方丈。制书慰劳，赐予甚厚”。在获得封号的同时，释迦也失还获赐封诰印鉴，以及金边黑色僧帽一顶。
在南京时，释迦也失在明朝宫廷内外举办了盛大的佛教法事。这些活动汉文史书无载。藏文史书记载，释迦也失在南京期间，明成祖敕令释迦也失在能仁寺“建四续部坛城修供”。“释迦也失师徒广做密集、胜乐、大轮、大威德四十九尊、药师佛的修供法事。”法事举行之时，“天空传来天界鼓乐声，为众人所闻。天空中还一再出现有法幢、金刚轮、莲花等金刚界标志之彩虹，为众生亲眼共睹，又从晴空之中多次降下花雨，使众人极为信仰。”由此可见，释迦也失在南京所作法事，带有明显的格鲁派特点。其中，“四续部”即格鲁派密宗事部、行部、瑜伽部、无上瑜伽。“密集”、“胜乐”、“时轮”、“大威德”则是格鲁派密宗的四大金刚密法本尊。
藏文史书记载，法会之后，明成祖梦见能仁寺“上空有十方佛陀菩萨会聚”，故心中欢喜，生大信仰，乃封释迦也失“妙觉圆通慈慧普应辅国显教灌顶弘善西天佛子大国师大慈法王”，并赐其乌金印信，“将他奉为诸执掌教法者的顶饰”。皇帝还迎请释迦也失到宫中，让释迦也失坐在自己的皇帝宝座上，按汉人风俗，为释迦也失举办了盛大的宴会。
藏文史书还称，此后，明成祖请释迦也失为其授“度母所传的长寿灌顶和大成就者底洛巴所传的胜乐长寿不死灌顶，当把灌顶瓶放到皇帝头上时，瓶中甘露自瓶口溢出，长寿丸放射出光明，使皇帝极为虔信，奉献了大量财物作为接受灌顶的供养。”

#### 二驻五台山
永乐十三年（1415年）约五月前后，释迦也失离开南京，再次赴五台山传法，驻五台山大显通寺。大约在永乐十四年（1416年）秋，释迦也失自五台山返回乌思藏。在释迦也失逗留于五台山时，明成祖曾经多次遣使致书并赐礼品。《清凉山志》载，永乐十三年六月（1415年），“上制书于五台妙觉圆通慧慈普应辅国显教灌顶弘善西天佛子大国师释迦也失”。明成祖在信中写道：“相别遽尔数月，想徒从已达台山，宴坐高峰，神游八极，与文殊老人翱翔于大漠之乡，超然于万化之始。朕岂胜眷念，薄赍瓜果，以见所怀遣书匆匆，故不多致。”

### 回到乌思藏

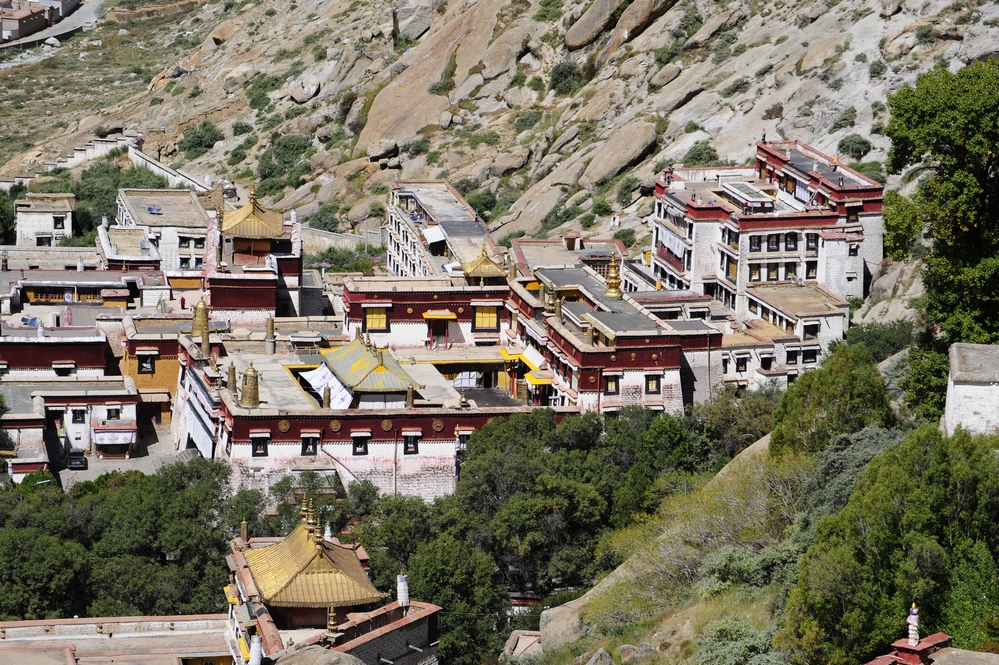
拉萨的色拉寺，由释迦也失创建

《清凉山志》载，永乐十五年（1417年）秋，“上制书妙觉圆通国师”。明成祖在信中写道：“秋风澄肃，五台早寒，远惟佛境清虚，法体安泰。今制袈装禅衣，遣使祗送，以表朕怀”，信的结尾“列异色衣八种”。
此信写于永乐十五年秋，释迦也失此后随即启程返回乌思藏，同年秋冬之际到达拉萨甘丹寺。但是，《明实录》中明言，永乐十四年（1416年）五月，释迦也失辞归。这和永乐十五年秋相差一年多。学者陈楠认为，释迦也失是于永乐十四年五月向朝廷禀告辞归，永乐十五年深秋抵达拉萨甘丹寺。
此次释迦也失回乌思藏时，明朝朝廷对其进行了丰厚的赏赐，所赐礼物包括金汁所书之《藏文大藏经》、十六旃檀尊者像、锡禅杖、袈裟、金银法器及供器等等。拉萨现存的2部永乐版《藏文大藏经》中，其中一部藏布达拉宫（原藏萨迦寺），为永乐十一年（1413年）明成祖赐给萨迦派高僧、明朝所封“大乘法王”贡噶扎西，另外一部藏色拉寺，即永乐十四年（1416年）明成祖赐给释迦也失的这部。
回到乌思藏之后，释迦也失向宗喀巴拜献了明成祖所赐礼品。永乐十六年（1418年），释迦也失奉宗喀巴之意，在乌孜山山腰处开始兴建色拉寺。此处山腰原有宗喀巴和两位弟子贾曹杰、克珠杰修行用的三座洞窟，其中宗喀巴修行洞居于中间，面积大约6平方公里。贾曹杰、克珠杰为答谢师恩，曾经维修并扩建了宗喀巴修行洞，并且在洞口建立了一座修行殿“色拉孜热坠”（意为“色拉修行院”）。色拉寺可能得名于该修行院，也可能是该修行院借色拉寺为名。色拉寺东北的山腰处有“曲顶岗热坠”，是建色拉寺之前，宗喀巴修行之时校注佛经用的静修室。
永乐十七年（1419年），释迦也失创建的色拉寺初步建成，宗喀巴亲自参加了色拉寺僧众的半日诵诫会。
《清凉山志》载，永乐十七年（1419年），“上制书妙觉圆通国师”。明成祖在信中写道：“自师西行，忽见新岁，使者还，乃知履况安知，适慰朕怀。兹以镀金莲座，用表远贶，并系之赞。”《清凉山志》未录赞文。
《清凉山志》载，永乐十九年（1421年）夏，“上制书妙觉圆通国师”。明成祖在信中写道：“朕惟大师，觉行圆融，慈悲利济。朕心瞻企，夙夜不忘。兹以岁序维新，特遣禅师班竹等，祝赞于朕，并以佛像等物来，鉴兹勤诚，良深嘉悦。今遣内官戴兴等，赍佛像等物，并致偈赞，用表朕怀。”《清凉山志》未录赞文。
据《明实录》记载，内官戴兴于永乐二十一年（1423年）出使乌思藏，与阐化王扎巴坚赞所遣的贡使一道赴藏地，奉命带去明朝皇帝致阐化王的敕命及回赐。但是，《明实录》中未载永乐十九年内官戴兴的出使。《清凉山志》中的此信证实了《大慈法王传》、《蒙古佛教史》等藏文史料中有关永乐十九年（辛丑年，藏历铁牛年）“又有大皇帝所派迎请使者前来”，释迦也失委任弟子达吉桑布为色拉寺第二任法台，自己率弟子阿木噶等人随明朝使者内官戴兴等人赴汉地的记载。

### 第二次入朝

#### 三驻五台山
释迦也失第二次入朝时，经青海、甘肃到达五台山，在五台山驻锡约五年。这是他第三次也是最后一次来五台山，抵达时间在洪熙元年（1425年）或宣德元年（1426年）左右，最终离开五台山则约在宣德六年（1431年）。

#### 北京

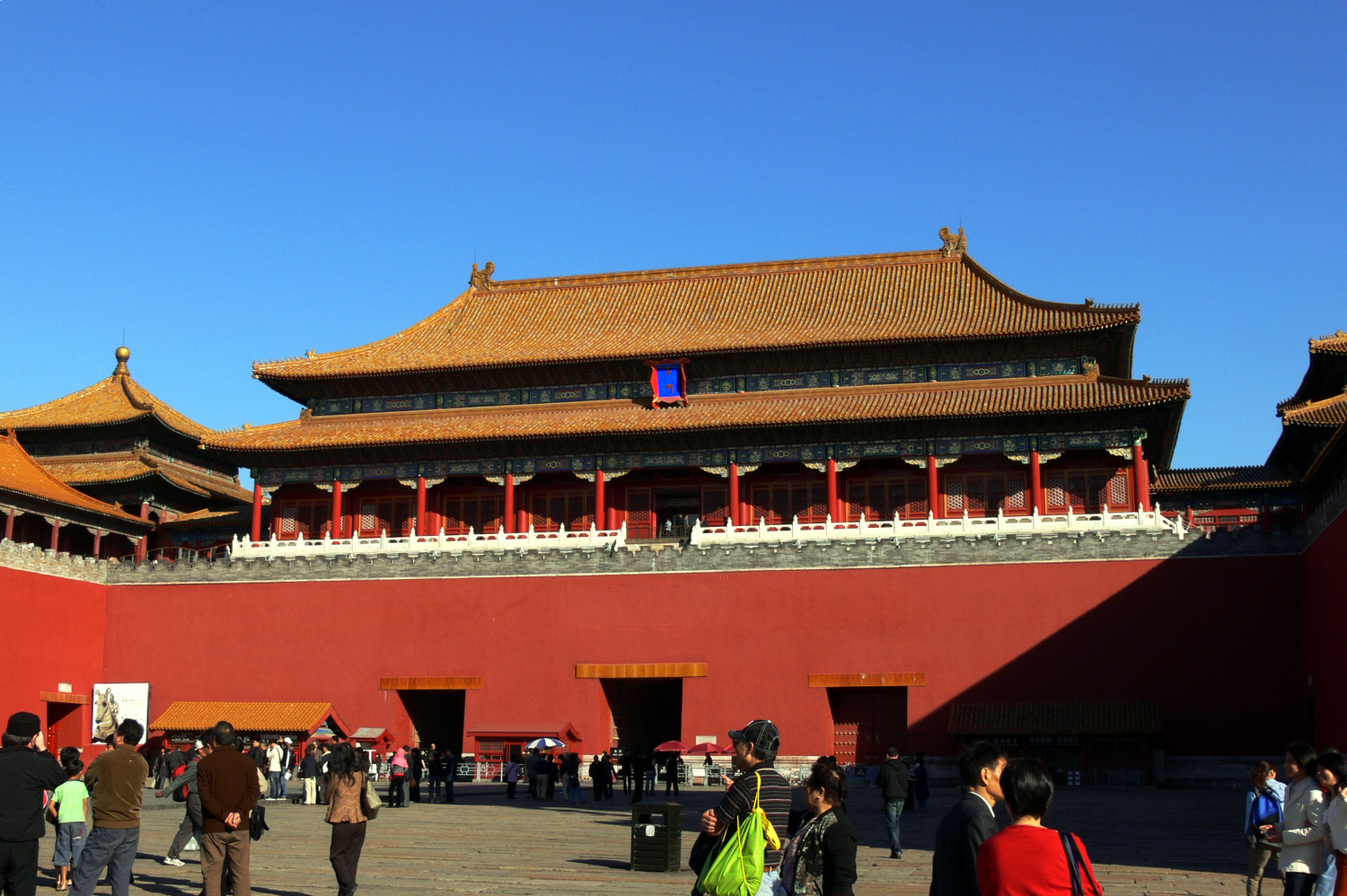
北京故宫午门

此后应明宣宗之邀赴北京，受明朝朝廷的封赏。《清凉山志》载入了明宣宗于宣德二年（1427年）夏季致释迦也失的一封信，其文如下：
朕惟佛氏，道体冲玄，德用神妙，厥大无外，厥高无等。历代人主，罔不崇信。朕恭应天命，主宰华夷，体祖宗一视同仁之心，隆佛氏慈悲不二之教。追惟皇祖太宗文皇帝，皇考仁亲昭皇帝，鞠育深恩，如天罔极。欲举荐扬之典，一念之诚，夙夜倦切。惟大师功行高洁，定慧圆明，朕切慕之。特遣太监侯显，赍书礼请，冀飞锡前来，敷扬宝范，广阐能仁，以副朕诚。朕不胜瞻望之至。
释迦也失应明宣宗之邀来北京。关于其到北京的时间，并无明确记载，一般现代学术文献均称其宣德九年（1434年）入朝。但学者陈楠考证认为释迦也失到北京的时间大概在宣德四年（1429年）至宣德六年（1431年）之间。关于释迦也失来北京后的驻地，日本学者佐藤长在《明代西藏八大教王考》（1962年）中认为是北京法渊寺，此后此说几成中国学者的通说。实际上法渊寺是清朝寺院，明朝时尚不存在。佐藤长的依据是桥本在翻译释妙舟《蒙古佛教史》时，将藏文“ha yan si”对译为“法渊寺”。实际上，这是一处误译。这一对音应为“华严寺”，即五台山的大显通寺，此寺原名“花园寺”、“华严寺”。学者陈楠认为，释迦也失来北京后，驻大慈恩寺。该寺位于什刹海西北，是金、元时期的古寺，明朝初年时为“海印寺”，宣德四年重建并更名为“大慈恩寺”，嘉靖初年毁于火灾，此后未重建。该寺是明朝西藏僧人在京居住修持的重地，号称“第一丛林”，位在明朝北京藏传佛教寺院之首，明朝皇帝曾“临幸”。
宣德九年（1434年），释迦也失被明朝加封为“万行妙明真如上胜清净般若弘照普慧辅国显教至善大慈法王”，并赐释迦也失真容唐卡缂丝织像一张（现存色拉寺大经堂）及封诰。
《明实录》载，明朝正统元年（1436年），朝廷议减在京诸寺番僧：
减在京诸寺番僧。先是，番僧数等，曰大慈法王、曰西天佛子、曰大国师、曰国师、曰都纲、曰剌麻，俱系光禄寺支待。有日支酒馔一次、二次、三次，又支廪饩者，有但支廪饩者。上即位之初，敕凡事皆从减省。礼部尚书胡濙等议：“已减去六百九十一人，相继回还本处。”其余未去者命正统元年再奏。至是潆等备疏慈恩、隆善、能仁、宝庆四寺番僧当减去者四百五十人以闻。上命大慈法王、西天佛子二等不动，其余愿回者听，不愿回者，其酒馔廪饩令光禄寺定数与之。
根据该资料，北京的番僧共分为七个等级，即大慈法王、西天佛子、大国师、国师、都纲、剌麻。其中大慈法王历史上除了释迦也失之外，并无其他僧人获封，故专指释迦也失。
释迦也失奉旨到北京之后，成为在北京的藏僧中的领袖，参与主持朝廷和各大寺院所办的法事。史料记载了其主要参与的两件大事，一是主持西天佛子大国师智光的荼毗法会，二是助缘修建法海寺。
宣德十年六月，在释迦也失获封“大慈法王”一年后，释迦也失主持了西天佛子大国师智光的荼毗法会。智光是北京知名的藏传佛教高僧，1402年明成祖即位初始，便派智光携诏书“晓谕馆觉、灵藏、乌思藏必力工瓦、思达藏、朵思、尼八剌等处，并以白金、彩币颁赐灌顶国师等，凡白银二千二百两，彩币百一十表里。”智光入藏后，明成祖了解到五世噶玛巴得银协巴在馆觉等地的活动，乃召请年方二十岁的噶玛巴来北京会见，自此明朝的“多封众建”的治藏政策逐步推行。智光也因其贡献而获明朝三朝皇帝的重视：明成祖封为国师，升任僧录司善世；明仁宗加封为大国师，并命其居大能仁寺；明宣宗加“西天佛子”之号。智光于宣德十年（1435年）六月示寂，享年88，僧腊73。智光的荼毗法会随即举行。

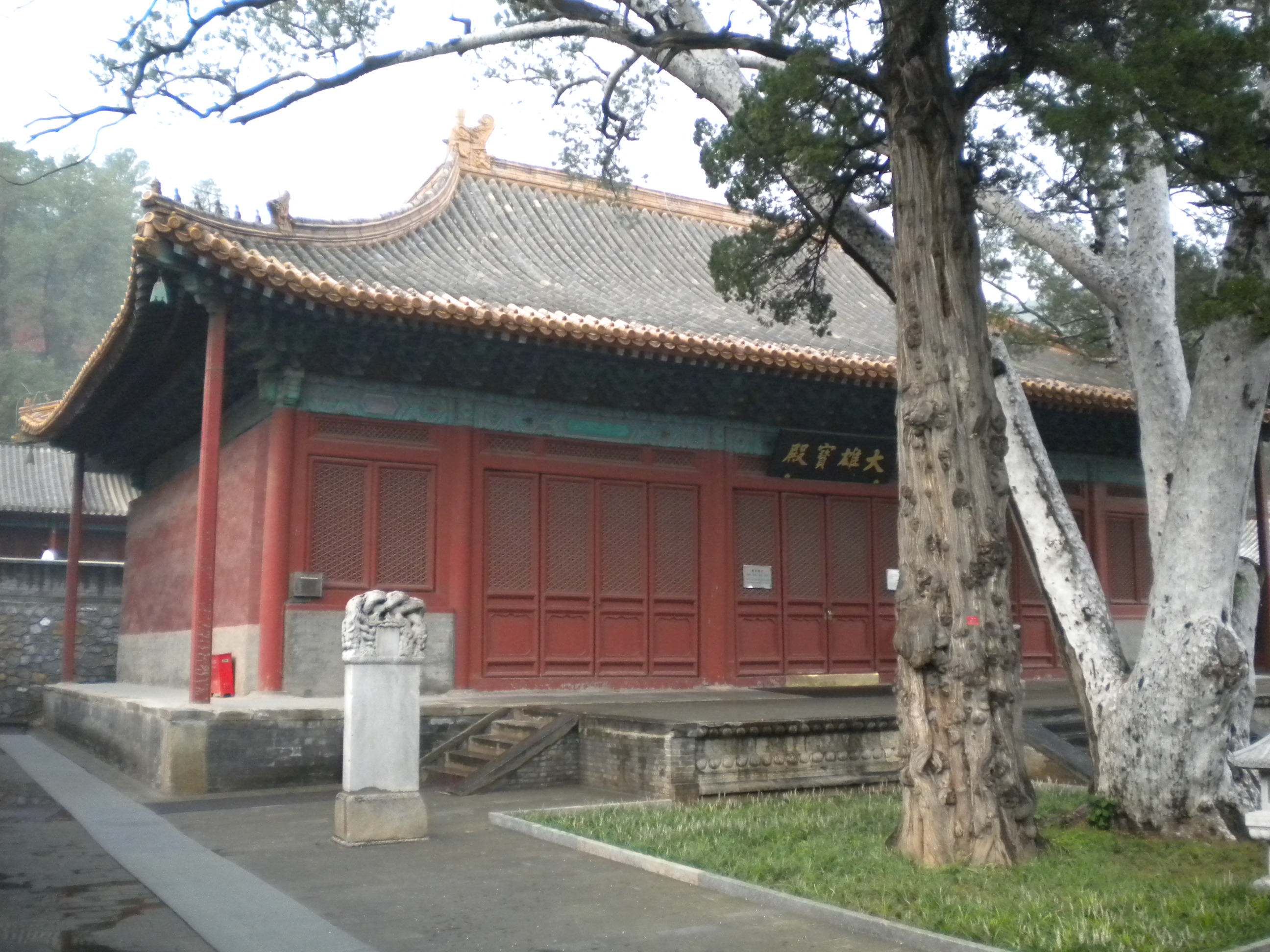
北京法海寺

法海寺建于明朝，位于北京西郊翠微山麓之玉河，明朝时该地区又称“磨石口”。法海寺存有立于明朝正统八年（1443年）的两通石碑，东碑称《敕赐法海禅寺碑记》，是明英宗时期的礼部尚书胡潆撰写；西碑称《法海禅寺记》，是明英宗时礼部尚书王直撰写。其中《法海禅寺记》石碑的碑阴还记有藏族助缘僧人题名，兹将该碑节录如下：
敕赐法海禅寺助缘法王、尚师、国师、僧官、剌嘛、僧众官员人等。万行妙明真如上胜清净般若弘照普应辅国显教至善大慈法王西天正觉如来自在大圆通佛释迦也失，妙法清修净慈普应辅国阐教灌顶弘善西天佛子大国师哑蒙葛，弘通妙戒普慧善应辅国阐教灌顶净觉西天佛子大国师班丹扎释、净修弘智灌顶国师锁南释利、弘善妙智国师舍剌巴、……
从该碑记中可知，为法海寺的创建助缘的僧俗官员共四百多人，该碑记中记录姓名者18人，其中10人是当时在北京的藏族高僧，排在首位的是大慈法王释迦也失，释迦也失的大弟子阿木噶（碑记中作“哑蒙葛”）排在第二位。西天佛子大国师班丹扎释（dpal ldan bkar shis，1377年－？）排在第三位。另外数位开山喇嘛领占巴、扎失乳奴、扎失远丹等人还参加了法海寺建寺的全过程。
正统四年（1439年），法海寺开工建设，正统八年竣工。法海寺是汉藏两族的僧俗官员集资创建。寺内大雄宝殿的九幅明代壁画十分著名，法海寺由此以佛教壁画而闻名。寺内现存一口正统十二年（1447年）所铸的大钟，该钟上半部分铸有梵文陀罗尼楞伽佛经、白伞盖咒（白伞盖，藏文称“gdugs dkar”，一译“大白伞盖佛母”，为藏传佛教密宗护法神）、藏真颂等20多种经咒，经题为汉文，经咒为梵文。

### 圆寂
大慈法王释迦也失的圆寂时间及地点，正史中未载，汉藏史料中主要记有三种说法：
（1）宣德十年（1435年，藏历木兔年）圆寂于返回乌思藏途中：
此说见于各种藏文材料，在藏地影响最大。格鲁派教法史籍《大慈法王传》、《噶丹教法史》、《黄琉璃》记有此说。后世的学者比如东噶·洛桑赤列也持此说，在藏文《东噶大辞典》的大事年表“藏历木兔年（1435年）”条记有：“大慈法王释迦也失从北京返归西藏的途中，在卓莫喀（mdzo mo mkhar）地方示寂，堪布释迦楚臣（shvakya tshul khrims）在其地为大慈法王修建了寺院。”
恰白·次旦平措等人编著的《西藏通史——松石宝串》记有如下文字（该段记载中将明宣宗误记为明成祖之子，实际上藏文史籍论及汉地的皇统时常有错误）：
此后，大慈法王又受到明朝永乐皇帝的邀请，因此他在任命宗喀巴大师的亲传弟子曲杰达吉桑波担任色拉寺的法台后，于公元1424年即藏历第七饶迥木龙年前往内地。当大慈法王抵达京城皇宫的附近时，永乐皇帝去世了。永乐皇帝的儿子宣德皇帝比其父亲更加礼敬大慈法王。大慈法王又在内地居住12年建立事业后，他安排自己的侍从聂塘巴国师阿木噶和曲杰索南喜饶二人作皇帝的上师，他自己动身返回西藏，在途中走到卓莫喀（意为犏牛城，在今青海省民和县境内的转导乡）地方圆寂，当时是他82岁的公元1435年即藏历第七饶迥木兔年的十月二十二日。大慈法王圆寂后，由许多善知识大德为他举行了盛大的超荐法事。在被称为‘厂房’的地方，由国师贝丹巴为首的许多善知识大德和大臣、官员、军官等，聚集僧俗人众，火化了他的遗体，在当地为他修建了安放遗骨的灵塔，大慈法王的亲传弟子释迦楚臣还在当地兴建了一座寺院（该寺汉文称宏化寺）。
大慈法王的示寂日期，《大慈法王传》中记为藏历木兔年十月二十四日，该日期在藏文资料中并无分歧。上文《藏族通史——松石宝串》中所记的“十月二十二日”应为笔误或翻译、印刷时的错误。直至如今，整个藏区每年藏历十月二十四日即宗喀巴忌日（十月二十五日）“五供节”的前一天晚上要举办“四供节”，以纪念大慈法王释迦也失。
（2）宣德十年在北京示寂，灵骨运到卓莫喀安葬：
此说较前一说的记载少得多，主要见于《安多政教史》，该书引《黄琉璃论》称：“法王赴内地的途中，曾预言若在这里（注：指卓莫喀）修建寺院十分吉祥。当在内地迁转佛土，遗骨运回西藏时，马车在此陷入泥沼之中，无法前行。于是忆起往日的授记，永乐皇帝（注：实际应为明宣宗或明英宗）乃在此修建了一座城池，兴建了灵塔等许多依止物。留大弟子森格桑波（sang ge bzang po）在此住持。”
此外，《安多政教史》援引圣·噶登嘉措的话：“大慈法王享年八十二岁，木兔年（1435年，明宣德十年，乙卯）十月二十四日圆寂。遵循皇帝旨意，由曲结索南喜饶（bsod names shes rab）、曲结森格桑波两人将灵骨塔迎至犏牛城，建造了神圣的佛殿供养。接着修建了比丘伽蓝，至今昌盛不衰。”
（3）正统四年圆寂于北京：
该说记载更少，《安多政教史》未提及。此说见《循化厅志》、《河州志》、《厅卷》等地方志。比如《循化厅志》引《厅卷》的记载如下：
雍正四年鸿化显庆二寺世袭国师张洛住坚错呈：明永乐十二年差太监侯显诣乌思藏请大慈法王，路由河州，其从张星吉藏卜跟随入京。正统四年法王圆寂，敕建渗金铜塔，藏其佛骨。七年奉敕河州建寺赐名鸿化，随给附近之高山穷谷永作香火之需，高官僧五十五名。其星吉藏卜之徒裔世给国师、禅师之职。
《循化厅志》还对以上记载加有按语：“正统元年，礼官奏汰番僧，命大慈法王如故，史不言其所终，盖寂于京师如《厅卷》所言。”
学者陈楠认为，《循化厅志》记载的正统四年大慈法王在北京圆寂说可信。其理由如下：
就圆寂时间而言，上文提到，《明实录》载，正统元年（1436年）五月，明朝朝臣议减在京番僧，列出在北京的藏僧的七个等级，其中列于首位的便为“大慈法王”，礼部尚书胡潆奏再减慈恩、隆善、能仁、宝庆等寺藏僧四百五十人，明英宗下旨称，大慈法王、西天佛子大师按原待遇不变，其他人去留听便。大慈法王如果已于宣德十年（1435年）返回乌思藏途中示寂，便与《明实录》中的该记载矛盾。此外，上文提到大慈法王在北京助缘修建法海寺，法海寺于正统四年动工兴建，助缘之事是在正统初年开始，《法海寺碑记》助缘名单中列大慈法王释迦也失于首位，虽然也可解释为其大弟子阿木噶代其师助缘，但更无根据。
就圆寂地点而言，藏文资料有关释迦也失圆寂地点的记载存在分歧，总的说来，西藏方面多认为其返藏中途圆寂于卓莫喀，安多方面则认为其在北京圆寂，奉明朝皇帝之旨在卓莫喀地方建寺院安葬。
《安多政教史》中另有记载称，一位生于清朝雍正年间的安多高僧强巴格勒坚参（byams pa dge legs rgyal mtshan）曾在拉萨色拉寺学习并考取一等拉然巴格西，年长之后将堪布一职让给弟子，自己作为遁世者云游安多各地的静修圣迹。当他的弟子来看他并希望他回到原寺转世时，他说，“色拉寺的喇嘛死在内地，因没有自由，不再转世；如果有自由，更是不再转世，不会再来到这个动乱的世间。”他所称的“色拉寺的喇嘛”便指大慈法王释迦也失。由此可知，藏传佛教高僧的圆寂地点关乎其转世。在安多地区，大慈法王圆寂于北京之说并无争议。
而且，《循化厅志》、《河州志》、《厅卷》等地方志的记载较为可信，也是因为释迦也失第一次入朝时，途经河州，自此来自河州的张星吉藏卜作为随从便一直随其到北京，此后一直跟随释迦也失。张星吉藏卜生于河州藏汉杂居区，既可能是藏人随汉人之习俗而有汉姓“张”，也可能是藏化的汉人。张星吉藏卜的徒裔后人被封为国师、禅师，住持弘化寺及其属寺显庆寺。来自张星吉藏卜后人的记载应较为可信。再加上大慈法王最终的归宿为青海弘化寺，青海的地方志当属直接资料。

### 身后
释迦也失圆寂后，其大弟子阿木噶一直驻锡大慈恩寺。明朝成化年间，大慈恩寺住持为札实巴（bkra shis pa），是明宪宗时最受优礼的藏族僧人。《明实录》载，成化四年（1468年）“大慈恩寺西天佛子札实巴奏：‘乞以宛平县平民十户为佃户，并静海县树深庄地一段为常住田。’诏许之，不为例。”不久，札实巴被加封为“崇化大应法王”。大应法王札实巴在成化九年（1473年）向明朝朝廷呈奏：“陕西弘化寺乃至善大慈法王塔院，岁久损坏，乞敕镇守等官修筑城堡，如瞿昙寺制。”此奏获朝廷批准。当时札实巴之所以知道青海（明朝时，青海属陕西布政司，奏文因此称“陕西弘化寺”）的弘化寺大慈法王塔院“岁久损坏”，是因为大慈恩寺灌顶国师端竹也失赴河州办理公务时曾到弘化寺，回到北京后告知大应法王。
成化十年（1474年），大应法王札实巴圆寂。《明实录》成化十年三月庚子条：“初，大应法王札实巴死，有旨如大慈法王例葬之，中官遂请造寺建塔。工部言，‘大慈法王惟建塔未尝造寺，况今岁歉民贫，寺费难给，宜惟建塔’，上是其言，命拨官军四千供役。”

## 延伸阅读
- 陈楠：《明代大慈法王研究》，中央民族大学出版社，2005年，ISBN 9787810569682